# Typosyllis valida
Typosyllis valida är en ringmaskart som först beskrevs av Grube 1857.  Typosyllis valida ingår i släktet Typosyllis och familjen Syllidae. Inga underarter finns listade i Catalogue of Life.